# 鬼女

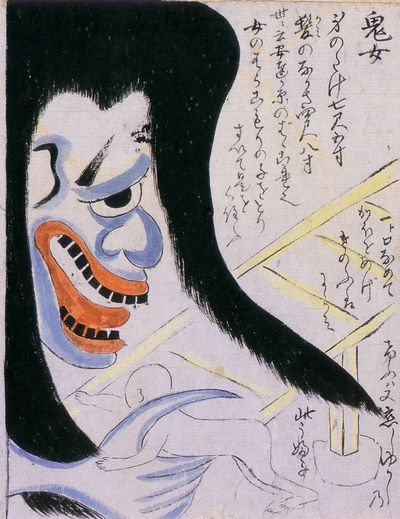
『土佐お化け草紙』（作者不詳）より「鬼女」

鬼女（きじょ）は、日本の伝承における女性の鬼。

## 概要
一般には人間の女性が宿業や怨念によって鬼と化したものとされ、中でも若い女性を鬼女といい、老婆姿のものを鬼婆という。日本の古典の物語、昔話、伝説、芸能などによく見られ、有名なものには信州戸隠・鬼無里（現・長野県長野市）の紅葉伝説、鈴鹿山の鈴鹿御前がある。
安達ヶ原の鬼婆（黒塚）も名前は婆だが、鬼女とされる。また土佐国（現・高知県）の妖怪譚を綴った『土佐お化け草紙』（作者不詳）には「鬼女」と題し、身長7尺5寸（約230センチメートル）、髪の長さ4尺8寸（約150センチメートル）の鬼女が妊婦の胎児を喰らったという話があるが、これは本来福島県の発祥である安達ヶ原の鬼婆伝説が土佐に伝わり、地元の話と共に語り継がれたものである。
転じて、鬼のように心の酷い女性や怒った女性も鬼女や鬼婆と呼称される。